# Peč test
Peč test ili epikutano peč testiranje je metoda kojom se dokazuje alergija – preosetljivost na supstancu (alergen hapten) sa kojom koža neke osobe dolazi u ponavljani kontakt i koja se ispoljava kao alergijska upala kože ili alergijski kontaktni dermatitis (ekcem). Iako idealni peč test izaziva manje neželjenih reakcija, opisane su i mnoge neželjene reakcije, koje treba imati u vidu tokom testiranja. Ipak, dokazano je, da je ukupn korist od ovog testa veća od mogućih rizika, pogotovo ako je test izvedena ispravno i uz odgovarajuće indikacije.

## Opšte informacije
Peč testovi su uvedeni kao dijagnostičko sredstvo krajem devetnaestog veka. Od tada su se znatno poboljšavali i postali ono što su danas, i koriste se u dijagnostičkom ispitivanju kontaktnog dermatitisa širom sveta.
Baterije ili serije koje su prethodno proučavane i standardizovane koriste  spacijalne flastere (test trake). Metodologija je jednostavna, ali zahteva adekvatnu obuku, kako bi se rezultati pravilno interpretirali i koristili.
Iako se Peč test koristi više od jednog veka, potrebno je i dalji raditi na njegovom poboljšanju, uostalom kao i kod svih drugih dijagnostičkih tehnika koje se primenjuju u medicini. 

## Indikacije
Epikutano (peč) testiranje se obično primenjuje, kod:
- Iznenadne, ili duže vremena prisutne, upale kože (crvenilo, perutanje, mehurići, svrab i pečenje) oko očiju, usana, na vratu, šakama, stopalima oko pupka i dr, a koja se ponavlja i pored terapije.
- Dermatitisa (ekcem) dela kože ili celog tela, ako se ne zna uzrok (ili se sumnja) da postoji alergija na neku supstancu sa kojom koza ispitivane osoba dolazi u kontakt na radnom mestu ili kod kuće (npr predmeti od metala, sredstva za ličnu higijenu, dekorativna kozmetika, guma, boje, građevinski materijal i dr)
- Dermatitisa (ekcem) koji se smiruje tokom godišnjeg odmora a pogoršava nakon povratka kući ili na posao (atopijski dermatitis, seboreični dermatitis i staza, nummularni ekcem, psorijaza i dishidroza).
- Sumnjivi slučajevi kontaktnog dermatitisa.[8][9]
- Ispitivanje reakcija  organizma na lek, ako se ona manifestuju lezijama na koži, i koje su rezultat kasnog hipersenzitivnog mehanizma, kao što su makulopapularni osip,  eozinofilija, sistemski simptomi, fiksna erupcija leka.

## Kontraindikacije
Iako nema formalne kontraindikacije, testove na flasterima treba izbegavati kod trudnica. Iako je apsorpcija supstanci minimalna i ne ugrožava fetus, imunološke promene tipične za trudnoću ometaju odgovor na ovu vrstu testiranja.

## Način testiranja
Testiranje se vrši sa standardnom Evropskom serijom od 30 najčešćih supstanci – alergena. Pri tome epikutano testiranje je veoma jednostavno i izvodi se najčešće na koži leđa i izvodi se u tri faze:
- Prvo se postavljaju test trake (flasteri) sa alergenima na površinu kože
- Potom se posle 2 dana skidaju test trake
- Rezultati se očitavaju nakon 3. i/ili 4. dan od dana postavljanja flastera.

Rzultati Peč testa
- 1+ reakcija
- 2+ reakcija

## Tumačenje rezultata
Nakon obavljenog testa dermatolog vršo čitanje rezultatana drugoj i trećoj konsultaciji (obično nakon 48 do 96 sati). Rezultat se označavaju za svaku testiranu zonu, korišćewem sledeće kodifikacije: 
| Jačina reakcije       | Označavanje | Karakteristike promena                                                 |
| --------------------- | ----------- | ---------------------------------------------------------------------- |
| Negativna             | (NR)        | Koža je bez ikakavih promena                                           |
| Iritirajuća           | (IR)        | Eksudativna erupcija, pojava znoja.                                    |
| Dvosmislena/neizvesna | (+/-)       | Bez jasno definisanih karakteristika                                   |
| Slabo pozitivna       | (+)         | Ružičasta ili crvenkasta prebojenost kože sa blago uzdignutim papulama |
| Jako pozitivna        | (+ +)       | Papulovzelikularnih promena                                            |
| Ekstremna reakcija    | (+ + +)     | Crvenilo kože, jak svrab i plikovi ili čirevi                          |

Pouzdanost rezultata zavisi od lokacije, vrste dermatitisa i specifičnosti alergena. Tumačenje rezultata zahteva značajnu obuku i iskustvo ispitivača. 
Ako se rezultat smatra pozitivnim, osoba je najvjerojatnije alergični na određenu supstancu.

## Literatura
- Rosana Lazzarini,  Ida Duarte,  and Alessandra Lindmayer Ferreira, Lazzarini, R.; Duarte, I.; Ferreira, A. L. (2013). „Patch tests”. Anais Brasileiros de Dermatologia. 88 (6): 879—888. PMC 3900336 . PMID 24474094. doi:10.1590/abd1806-4841.20132323. An Bras Dermatol. 2013 Nov-Dec; .

## Spoljašnje veze
|  | Molimo Vas, obratite pažnju na važno upozorenje u vezi sa temama iz oblasti medicine (zdravlja). |